# Tituss Burgess
Tituss Burgess (Athens, 21 febbraio 1979) è un attore e cantante statunitense,  noto soprattutto per aver interpretato Titus Andromedon in Unbreakable Kimmy Schmidt, un ruolo che gli ha valso due candidature al Premio Emmy.

## Biografia
Debutta a Broadway nel 2005 con il musical Good Vibrations, a cui segue nello stesso anno Jersey Boys. Nel 2008 torna a Broadway con il musical The Little Mermaid, con Sierra Boggess, Norm Lewis e Sherie Rene Scott, e viene candidato al Broadway.com Award al miglior attore non protagonista in un musical. Nel 2009 interpreta Nicely-Nicely Johnson nell'ultimo revival di Broadway di Guys and Dolls con Lauren Graham nel ruolo di Miss Adelaide.
Ha recitato anche in alcune serie televisive, tra cui A Gifted Man, 30 Rock, Blue Bloods, Royal Pains ed Unbreakable Kimmy Schmidt, per cui è stato candidato a tre Premi Emmy tra il 2015 e il 2018.

## Filmografia parziale

### Attore

#### Cinema
- Catfight - Botte da amiche (Catfight), regia di Onur Tukel (2016)
- Alla fine ci sei tu (Then Came You), regia di Peter Hutchings (2018)
- Come far perdere la testa al capo (Set It Up), regia di Claire Scanlon (2018)
- Dolemite Is My Name, regia di Craig Brewer (2019)
- Respect, regia di Liesl Tommy (2021)

#### Televisione
- Unbreakable Kimmy Schmidt - serie TV, 51 episodi (2015-2019)
- Unbreakable Kimmy Schmidt: Kimmy vs il Reverendo (Unbreakable Kimmy Schmidt: Kimmy vs the Reverend), regia di Claire Scanlon - film TV (2020)
- Sing On! - talent show (Netflix, 2020)

### Doppiatore
- Angry Birds - Il film (The Angry Birds Movie), regia di Clay Kaytis e Fergall Reilly (2016)
- I Puffi - Viaggio nella foresta segreta (Smurfs: The Lost Village), regia di Kelly Asbury (2017)
- La famiglia Addams (The Addams Family), regia di Greg Tiernan e Conrad Vernon (2019)
- Elena di Avalor (Elena of Avalor) - serie animata (2016-2020)
- Central Park - serie animata (2020-in corso)
- Spellbound - L'incantesimo (Spellbound), regia di Vicky Jenson (2024)
- Biancaneve (Snow White), regia di Marc Webb (2025)

## Discografia

### Album
- 2006 – Here's To You
- 2012 – Welcome (con i Middle Church)
- 2012 – Comfortable

### EP
- 2019 – Saint Titus

### Singoli
- 2019 – 45 (con Daniel J.Watts)
- 2020 – Dance M.F (con Imani Coppola e Danny Verde)

## Doppiatori italiani
Nelle versioni in italiano delle opere in cui ha recitato, Tituss Burgess è stato doppiato da:
- Nanni Baldini in Unbreakable Kimmy Schmidt, The Good Fight, Unbreakable Kimmy Schmidt: Kimmy vs il Reverendo
- Luigi Scribani in Catfight - Botte da amiche
- Riccardo Lombardo in Alla fine ci sei tu
- Jacopo Cinque in Come far perdere la testa al capo
- Francesco Cavuoto in Dolemite Is My Name
- Enrico Chirico in Miracle Workers
- Marco Baroni in Respect

Da doppiatore è sostituito da:
- Andrea Beltramo ne I puffi - Viaggio nella foresta segreta
- Dario Borrelli in Angry Birds - Il film
- Massimiliano Alto ne La famiglia Addams
- Nanni Baldini in Elena di Avalor
- Gabriele Patriarca in Central Park
- Ross in Spellbound - L'incantesimo (dialoghi)
- Marco Manca in Spellbound - L'incantesimo (canto)
- Andrea Lavagnino in Biancaneve (dialoghi)
- Daniele Grammaldo in Biancaneve (canto)